# Ivanbrijeg
Ivanbrijeg (németül: Johannesberg) falu Horvátországban Verőce-Drávamente megyében. Közigazgatásilag Szalatnokhoz tartozik.

## Fekvése
Verőcétől légvonalban 28, közúton 35 km-re délkeletre, községközpontjától 6 km-re délnyugatra, Nyugat-Szlavóniában, a Papuk-hegység területén, a Javorica-patak mentén, erdőktől övezve fekszik.

## Története
A település Lipovac néven a török uralom idején keletkezett Boszniából érkezett pravoszláv vlachok betelepítésével. A pravoszláv lakosság egy része a térség 1684-es török uralom alóli felszabadítása után is itt maradt. Szlavónia településeinek 1698-as összeírásában „Lippovacz” néven szerepel, lakói Ivan Radosovich, Milos és Janko Millesevich voltak. Az első katonai felmérés térképén „Dorf Gornji Lipovacz” néven találjuk. Lipszky János 1808-ban Budán kiadott repertóriumában „Lipovacz Gornyi” néven szerepel. Nagy Lajos 1829-ben kiadott művében „Lipovacz (Dolni, Gorni)” néven 62 házzal, 369 ortodox vallású lakossal szerepel. (Dolnji Lipovac település, amely innen délkeletre a hegyekben feküdt időközben megszűnt.)
1824-ben nagyszámú német lakosságot telepítettek be, akik falujukat Johannesbergnek nevezték el. Ettől kezdve a falut horvátul Ivanbrijegnek hívták. Házait az új lakosság városias módon, téglából építette fel. A település első, német nyelvű iskolája 1893-ban nyílt meg. 1857-ben 130, 1910-ben 179 lakosa volt. 1910-ben a népszámlálás adatai szerint lakosságának 90%-a német, 10%-a horvát anyanyelvű volt. Verőce vármegye Szalatnoki járásának része volt. Az első világháború után 1918-ban az új szerb-horvát-szlovén állam, majd később (1929-ben) Jugoszlávia része lett. A második világháború idején a hegyekből támadó partizánok a német lakosságot elűzték, helyükre a háború után horvát családok települtek. 1991-ben a falu teljes lakossága horvát volt. 2011-ben a településnek 30 lakosa volt.

## Lakossága
| Lakosság változása | Lakosság változása | Lakosság változása | Lakosság változása | Lakosság változása | Lakosság változása | Lakosság változása | Lakosság változása | Lakosság változása | Lakosság változása | Lakosság változása | Lakosság változása | Lakosság változása | Lakosság változása | Lakosság változása | Lakosság változása |
| ------------------ | ------------------ | ------------------ | ------------------ | ------------------ | ------------------ | ------------------ | ------------------ | ------------------ | ------------------ | ------------------ | ------------------ | ------------------ | ------------------ | ------------------ | ------------------ |
| 1857               | 1869               | 1880               | 1890               | 1900               | 1910               | 1921               | 1931               | 1948               | 1953               | 1961               | 1971               | 1981               | 1991               | 2001               | 2011               |
| 130                | 147                | 159                | 238                | 165                | 179                | 186                | 202                | 319                | 207                | 161                | 109                | 57                 | 49                 | 52                 | 30                 |

## Nevezetességei
A település vonzerejét ma a festői környezet adja. A környező erdők, a gyönyörű táj kedvelt kirándulóhellyé tették. Turisztikai jelentőségét fokozza a határában épített Javorica víztározó és a Javorica rekreációs központ. A központhoz horgászrészleg, fürdőhely, napozóhely, több sportpályával rendelkező sportkomplexum, játszótér, kiépített futópálya, sétautak, vendéglátó egységek, faházak és parkoló tartoznak.
Nepomuki Szent János tiszteletére szentelt harangtornyát még a németek építették. A torony aljában fából készített oltár áll.

## Oktatás
A falu első iskolája 1893-ban nyílt meg, az oktatás nyelve német volt. 1903-ban felépítették az iskola új épületét és a tanítói lakást. Mára az iskola a tanulók kis száma miatt megszűnt.